# ディロン〜運命の犬
『ディロン～運命の犬』（ディロン～うんめいのいぬ）は、2006年5月20日～7月1日まで、NHK総合の「土曜ドラマ」枠で放送された、同枠復活第4作目のドラマでもある。原案は、井上こみちの「ディロン～運命の犬」（幻冬舎文庫）。

## 放送日程
| 各話                                                       | 放送日  | サブタイトル         | 視聴率 |
| ---------------------------------------------------------- | ------- | -------------------- | ------ |
| 第1話                                                      | 5月20日 | 不思議の国から来た犬 | 13.1%  |
| 第2話                                                      | 6月03日 | 旅立ちの朝           | 10.8%  |
| 第3話                                                      | 6月17日 | セラピー犬への道     | 11.1%  |
| 第4話                                                      | 6月24日 | 愛をその手に         | 11.1%  |
| 第5話                                                      | 7月01日 | おだやかな日々へ     | 13.3%  |
| 平均視聴率 11.9%（視聴率は関東地区・ビデオリサーチ社調べ） |         |                      |        |

## キャスト
- 里中麻利：樋口可南子
- 里中美佐江：池内淳子
- 里中耕平：大杉漣
- 森山裕二：関口知宏
- 吉岡進：加藤翼
- 吉岡弘士：吉川史樹
- 弘士の母：渡辺典子
- 横川介護士：山本ふじこ
- 椎野節子：竹内晶子
- 朝倉孝夫：平田満
- 椎野トキ：麻生美代子
- 亀岡善二：大木実

## スタッフ
- 原案:井上こみち
- 脚本:寺田敏雄
- ドッグトレーナー:宮忠臣
- 音楽:野崎美波
- 制作統括:峰島総生/諏訪部章夫
- プロデューサー:小松昌代
- 演出:岡崎栄/田村文孝
- 演出補:吉川邦夫/大橋守
- 制作:松田恭典/志田篤彦/鳥巣葉子
- 編集:高室麻子
- 記録:武田朝子
- 美術:深井保夫
- 技術:高橋太
- 撮影:山口武久/原嶋正治/海江田博幸/長谷川理
- 照明:貫井聡一/加古靖之/富岡幸春/白石晃/岡本理/中島誠/徳永恭弘
- 音声:小田朝光/高木陽/松本恒雄/鷲津寛厚
- 映像技術:鈴木達也/古越善之/川上智子

## 備考
- 2006年5月27日は、本来第2話が放送される予定であったが、プロ野球中継が延長されたため休止され、同年6月3日放送された。
- また、6月10日は、『日本の、これから』が放送されたため休止された。
- ディロン役を担当した犬は、本作出演前までは特に名前がついていなかったが、本作出演をきっかけに役名の「ディロン」と名がつけられた（「土曜スタジオパーク」出演時の樋口可南子のコメントによる）。
- 大木実は本作が生前最後のテレビドラマ出演作品となった(その後も2009年に亡くなるまで芸能界には留まったが、新作ドラマへの出演はなかった)。

## ディロン〜クリスマスの約束

### 概要
『土曜ドラマスペシャル・ディロン～クリスマスの約束（どようドラマスペシャル・ディロン～クリスマスのやくそく）』として、NHK総合テレビで2006年12月23日21:00～22:15（実際は22:14までで、22:14～22:15はステーションブレイク）に放送され、同年12月30日の16:45～18:00（実際は17:59までで、17:59～18:00はフィラー）に再放送された。

### キャスト
- 里中麻利:樋口可南子
- 里中美佐江:池内淳子
- 里中耕平:大杉漣
- 竹内櫂:吉沢悠
- 安田綾乃:市毛良枝
- 森山裕二:関口知宏
- 浅倉孝夫:平田満
- 保護施設を訪れる少女:小野ひまわり　ほか

## ディロン〜運命の犬ふたたび
2008年9月15日の19:30～20:45に放送。完結編といえる話。視聴率11.3%。

### キャスト
- 里中麻利:樋口可南子
- 篠原喜美夫:宇津井健
- 里中美佐江:池内淳子
- 里中耕平:大杉漣
- 森山裕二:関口知宏
- 浅倉孝夫:平田満 ほか